# کوبلین-پوگوژاوکی
کوبلین-پوگوژاوکی (به لهستانی:  Kobylin-Pogorzałki) یک روستا در لهستان است که در گمینا کوبلین-بوژمه واقع شده‌است.